# Jägala vattenenergiverk

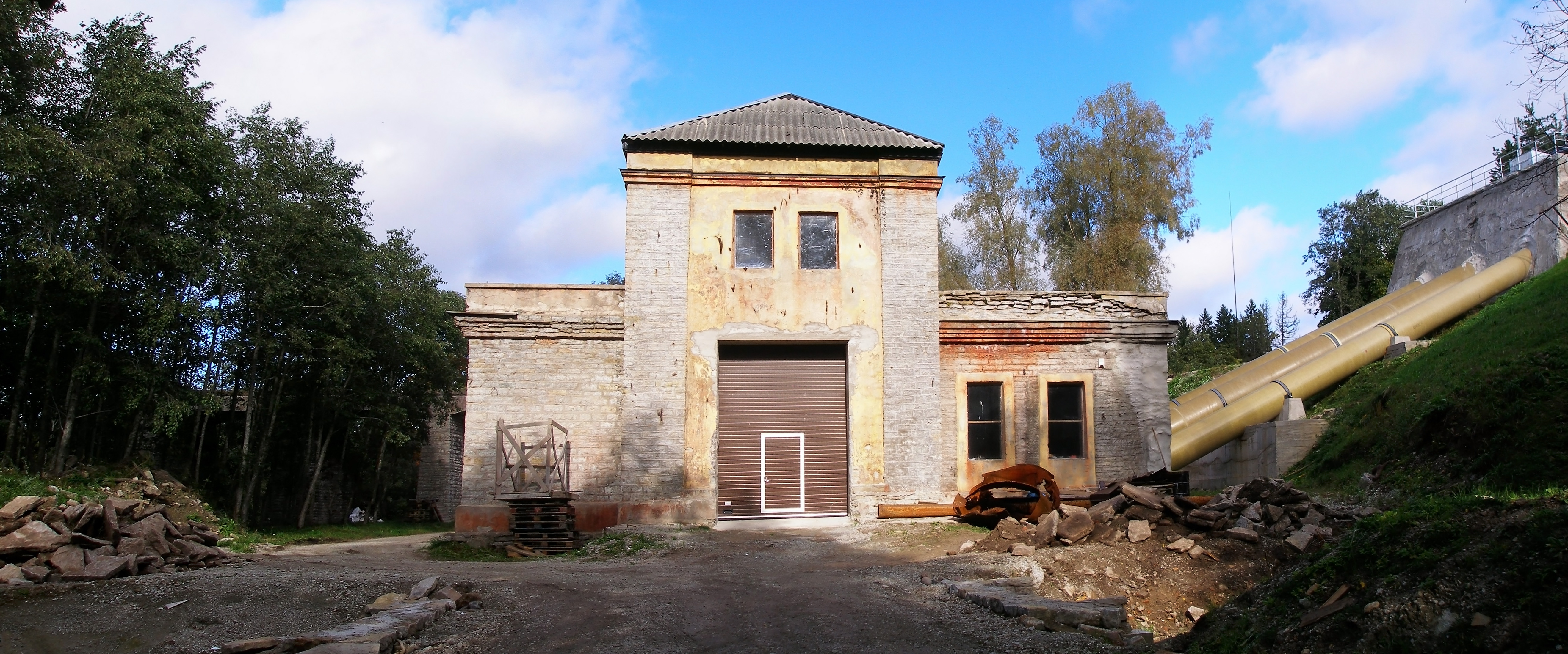
Jägala vattenenergiverk under renovering

Jägala vattenenergiverk (estniska Jägala joa hüdroelektrijaam) vid Jägalaån i kommunen Jõelähtme vald i Harjumaa i norra Estland, byggdes 1917 och togs ur drift 1970. År 2009 togs energiverket i drift igen efter renovering. Ägare är (2017) Jägala Energy OÜ. Två turbiner har effekten 800 kW och en har effekten 378 kW. Anläggningen var ursprungligen kombinerad med en kartongfabrik. På den närbelägna Asula-vägen (Asula tee) finns en välbevarad byggnadsmiljö från tidigt 1900‐tal med arbetarbostäder för anställda vid den förutvarande fabriken.

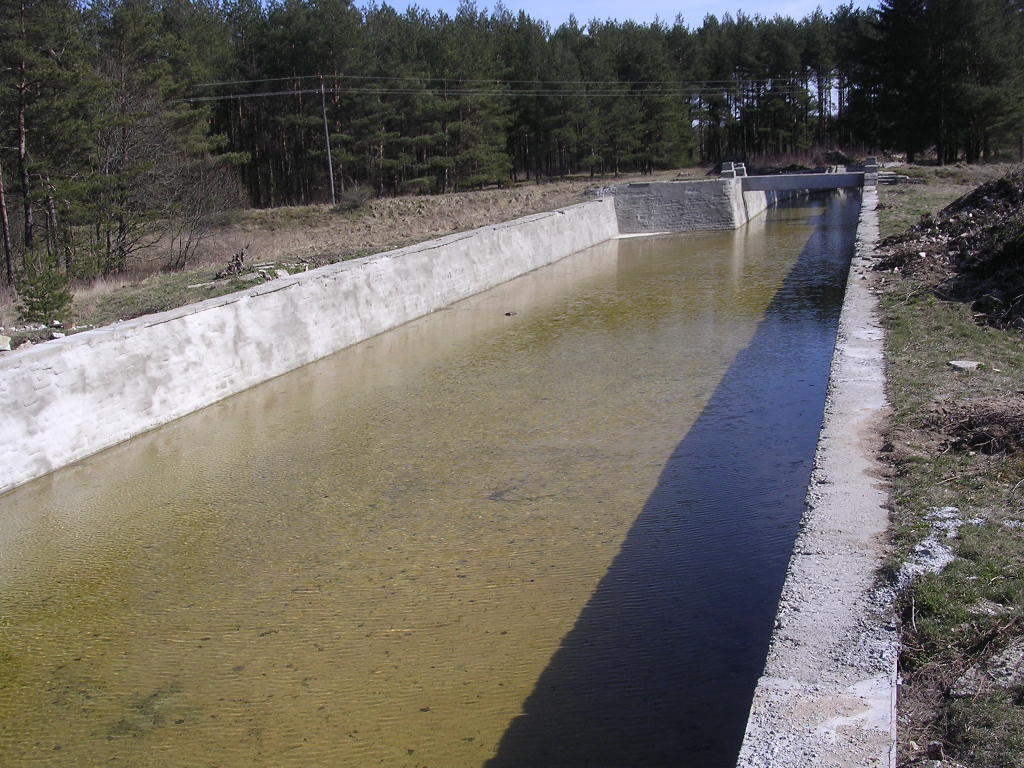
En kanal avleder vatten från Jägalaån till Jägala vattenenergiverk.

Vattenenergiverket ligger inte vid en damm utan den ligger vid slutet av en 1 km lång kanal genom vilken vattnet leds från en damm i Jägalaån uppströms Jägalafallet. Genom att vattenenergiverket ligger avsides från fallet har Estlands vidaste och högsta vattenfall bevarats som en turistattraktion.

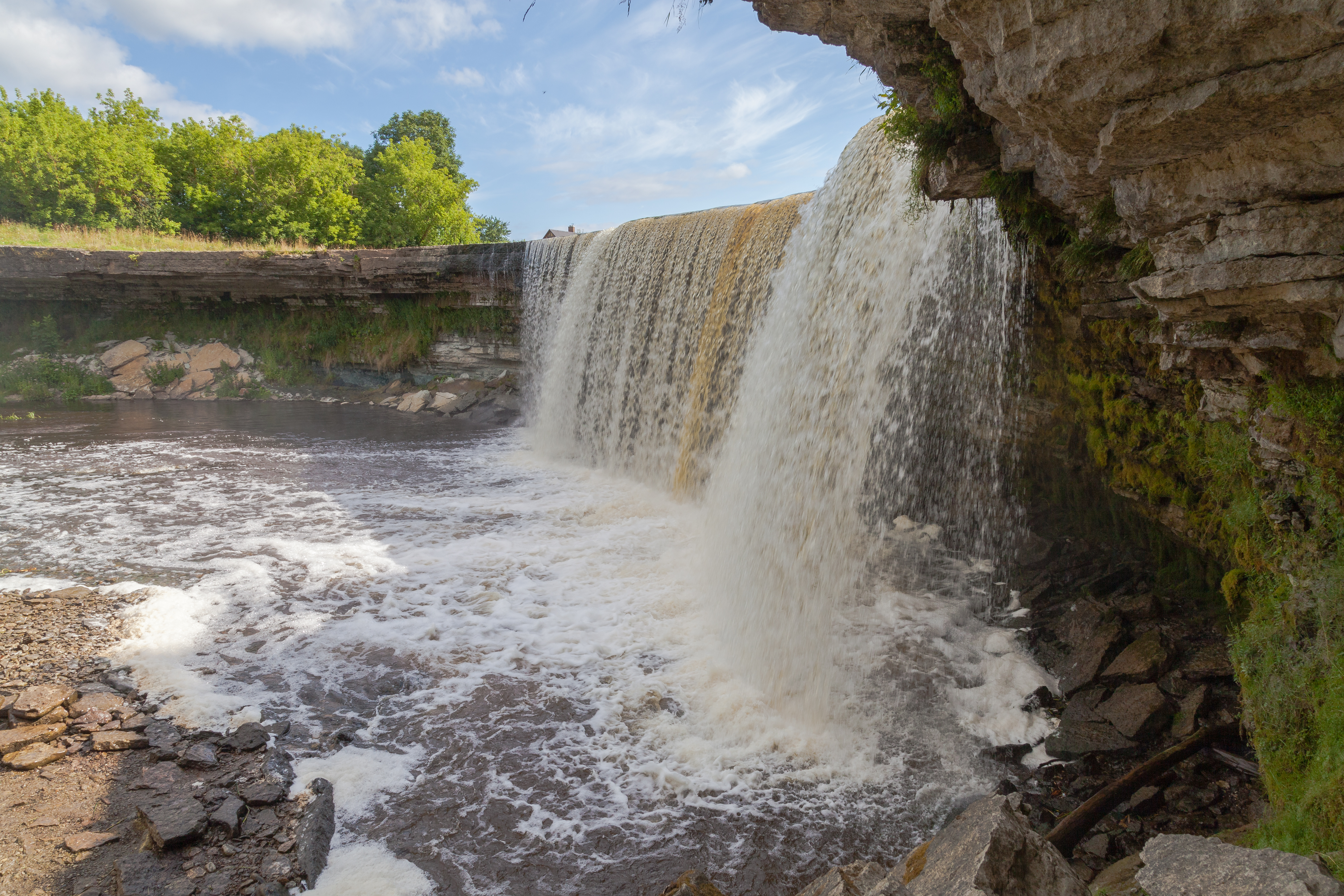
Jägala vattenfall

Jägala vattenenergiverk var en av inspelningsplatserna för Andrej Tarkovskijs film Stalker.